# Provincia de Shimotsuke
La provincia de Shimotsuke (下野国 Shimotsuke-no-kuni?) fue una provincia japonesa que en la actualidad correspondería a la prefectura de Tochigi. Shimotsuke era bordeada por las provincias de Kōzuke, Hitachi, Mutsu y Shimōsa. Formaba parte del circuito del Tōsandō. Su nombre abreviado era Yashū (野州?). Bajo el sistema de clasificación Engishiki, Kōzuke era clasificada como uno de los 13 «grandes países» (大国?) en términos de importancia y uno de los 30 «países lejanos» (遠国?) por su distancia a la capital. La capital provincial se encontraba en lo que hoy es la ciudad de Tochigi y el ichinomiya de la provincia era el jinja de Futarasan ubicado en lo que hoy es la ciudad de Utsunomiya.